# Kiwis Raya
Kiwis Raya is een bestuurslaag in het regentschap Ogan Komering Ulu Selatan van de provincie Zuid-Sumatra, Indonesië. Kiwis Raya telt 1861 inwoners (volkstelling 2010).